# Desa Purbayasa (administrativ by i Indonesien, lat -7,16, long 109,03)
Desa Purbayasa är en administrativ by i Indonesien.   Den ligger i provinsen Jawa Tengah, i den västra delen av landet, 260 km öster om huvudstaden Jakarta.